# Karotegin

Karotegin (tadzjikiska: Ноҳияҳои тобеи ҷумҳурӣ, Nohijahoi tobei dzjumhury, "region underställd republiken") är en av Tadzjikistans fyra administrativa enheter, belägen i den centrala delen av landet. Administrativt är den före detta provinsen Karotegin en region direkt underställd den republikanska centralregeringen. Den omfattar ett bälte från den uzbekiska gränsen i väster till den autonoma provinsen Gorno-Badachsjan i öster, och innefattar bland annat huvudstaden Dusjanbe, Rasjt-dalen och staden Tursunzoda. Den har en yta på 28 700 km² och invånartalet är över 2 028 000 år 2004. Residensstad är Vahdat.

## Distrikt
- Varzob distrikt
- Darband distrikt
- Gharm distrikt
- Kofarnihon distrikt
- Regar distrikt
- Roghun distrikt
- Rudaki distrikt
- Tavildara distrikt
- Todzjikobod distrikt
- Faizobod distrikt
- Hisor distrikt
- Dzjirgatol distrikt
- Sjahrinav distrikt